# フェニトイン
フェニトイン（Phenytoin）は、ヒダントイン系の抗てんかん薬の一種。日本では、アレビアチン、ヒダントールという商品名で発売されている。米国ではダイランチンなど。
フェニトインは過量投薬のリスクが高く、治療薬物モニタリングが必要である。
1908年にドイツ人化学者のハインリッヒ・ビルツにより初合成された。
静脈内投与に於いては、血管痛や静脈炎を極めて起こしやすく、リン酸を結合させて水溶性を向上することでその点を改良したホスフェニトインが近年では多く使われている。日本においては、2012年に「ホストイン®静注750mg」として発売が開始された。

## 適用
てんかん発作の内で強直間代発作や部分発作のみに有効であり、欠神発作、脱力発作、West症候群に対してはまったく効果がない。重積発作については、作用の発現が遅いため、ベンゾジアゼピンによる治療が失敗した場合に考慮される。
脳腫瘍の切除手術の際に投与することで、手術後の1週間以内の痙攣の発生を抑制できる、という報告がある。
乳児のてんかん発作に対しても使用されるが、2023年現在報告されている有効例は1例のみであり、比較対象となる報告が存在しないため有効性は決定的とは言えない状態である。

## 作用機序
脳内の電位依存性ナトリウムチャネルを阻害して、脳の異常興奮を抑制することで抗痙攣作用を示す。

## 副作用
副作用として歯肉増殖、多毛症、注意力・集中力・反射運動能力の低下、中毒性表皮壊死症、ライ症候群、スティーブンス・ジョンソン症候群、薬剤誘発性ループス、無顆粒球症・血小板減少・巨赤芽球性貧血などの血液障害、パープルグローブ症候群と呼ばれる変色、痛みを伴う四肢の組織壊死、催奇形性（胎児フェニトイン症候群：口蓋裂、口唇裂、心奇形）などがある。
また、長期間または大量服用などによって、小脳の機能障害･小脳萎縮を起こすこともあり、自立歩行が困難または不能になる場合もあるため、服用中はMRIなどによる画像診断を受け注意を払う必要がある。

## 血中濃度
血中濃度のコントロールが非常に難しくちょっとした生活習慣の変化でも血中濃度が上下するため慎重な投与が必要となる。
薬物相互作用のため、セントジョーンズワートを使用した健康食品を一緒に投与すると効果が落ちるおそれがある。
血中濃度が20µg/mLを超えると急激に血中濃度が上昇し異常をきたすおそれがある。